# Richard Corben
Richard Corben (Anderson (Missouri), 1 oktober 1940 - 2 december 2020) was een Amerikaanse tekenaar en stripauteur. 

## Carrière
Richard Corben studeerde aan het Kansas City Art Institute. Hij werkte vanaf 1963 voor animatiestudio Calvin Productions in Kansas, en daarnaast tekende hij sciencefiction illustraties en underground comics (Skull, Anamoly, Death Rattle, Fantagor). Hij tekende daar onder de pseudoniemen Rich Corben of Gore Corben.
In 1972 werd Corben voltijds illustrator. Hij bleef tekenen voor uitgevers van sciencefictionverhalen combineren met zijn stripwerk voor onder andere Creepy, Eerie en Vampirella. Zijn bekendste stripreeksen zijn Den en Rowlff voor Heavy Metal en Métal hurlant. Zijn graphic novel Bloodstar (1976) werd geschreven door John Jakes en was gebaseerd op een verhaal van Robert E. Howard. Er volgden onder andere nog New Tales of the Arabian Nights (1978) op tekst van Jan Strnad, Jeremy Brood (1982-1984), ook op tekst van Strnad en Richard Corben: Flights into Fantasy (1981) met tekst van Fershid Bharucha.
In de jaren 80 en 90 gaf Corben zelf zijn werk uit via Fantagor Press. Noodgedwongen moest hij daarna weer samenwerken met de grote Amerikaanse stripuitgevers DC Comics en Marvel Comics. Hij tekende verschillende afleveringen van Hellboy en hij verstripte The House on the Borderland van schrijver William Hope Hodgson.
Het werk van Richard Corben werd in 2018 bekroond met de Grote Prijs van het Internationaal Stripfestival van Angoulême. 